# Джо Понти
Джовани Понти, наречен Джо (на италиански: Giovanni Ponti, detto Gio), е италиански архитект и дизайнер, един от най-важните след Втората световна война.

## Биография и творчество

### Образование
Син на Енрико Понти и Джована Ригоне, Джо Понти завършва архитектура в тогавашния Кралски висш технически институт (бъдеща Миланска политехника) през 1921 г., след като прекъсва обучението си по време на участието си в Първата световна война. През същата година се жени за благородничката Джулия Вимеркати от старо семейство от Брианца, от която има четири децаː Лиза, Джована, Летиция и Джулио.

### 20-те и 30-те години
Първоначално, през 1921 г., той отваря студио заедно с архитектите Мино Фиоки и Емилио Ланча (1926 – 1933). След това преминава към сътрудничество с инженерите Антонио Форнароли и Еудженио Сончини (1933 – 1945). През 1923 г. участва в Първото биенале на декоративни изкуства в Монца и впоследствие участва в организирането на различни триеналета, както в Монца, така и в Милано.
През 20-те години започва дейността си като дизайнер в керамичната промишленост, преработвайки цялостно стратегията за индустриален дизайн на компанията  „Ричард Джинори“ː със своята керамика печели „Гран при“ на Международната изложба за модерни декоративни и промишлени изкуства в Париж през 1925 г. През онези години продукцията му се основава повече на класически теми, като изглежда по-близо до движението Новеченто, изразител на Рационализма. През същите години започва и редакторската си дейност: през 1928 г. основава списание „Домус“, което ръководи до смъртта си, с изключение на периода 1941-1948 г., когато е главен редактор на сп. „Стиле“. . Заедно със списание „Казабела“ „Домус“ е центърът на културния дебат за италианската архитектура и дизайн през втората половина на XX век.
Дейността на Понти през 30-те години се простира до организирането на Петото триенале в Милано (1933) и създаването на декори и костюми за Театро ла Скала. Участва в Асоциацията за индустриален дизайн (ADI) и е сред поддръжниците на наградата ,Златен пергел“ (Compasso d'Oro), насърчавана от универсалния магазин „Ринашенте“. Освен всичко друго той получава множество национални и международни награди, като най-накрая става редовен професор във Факултета по архитектура на Миланската политехника през 1936 г. – позиция, която заема до 1961 г. През 1934 г. Италианската академия му присъжда наградата „Мусолини“ за изкуство.
През 1937 г. той възлага на Джузепе Чезети да създаде голям керамичен под, изложен на Универсалното изложение в Париж, в зала, където има и творби на Джино Северини и Масимо Кампили.

### 40-те и 50-те години
През 1941 г., по време на Втората световна война, Понти основава списанието за архитектура и дизайн на фашисткия режим „Стиле“, което ясно подкрепя оста „Рим-Берлин“. Списанието затваря след англо-американската инвазия в Италия и поражението на италиано-германската ос. През 1948 г. Понти отваря отново списание „Домус“, където остава редактор до смъртта си.
През 1951 г. архитектът Алберто Росели се присъединява към студиото заедно с Форнароли. През 1952 г. Понти основава студиото „Понти-Форнароли-Росели“ с архитекта Алберто Росели. Тук започва периодът му на най-интензивна и плодотворна дейност както в архитектурата, така и в дизайна, изоставяйки честите връзки с неокласическото минало и фокусирайки се върху по-иновативни идеи.

### 60-те и 70-те години
Между 1966 и 1968 г. Понти си сътрудничи с предприятието за производство на керамика „Франко Поци“ от Галарате.
Умира в Милано през 1979 г. на 87-годишна възраст и е погребан в Монументалното гробище на Милано. Името му заслужава изписване в храма на славата на същото гробище.
Центърът за изследване на комуникацията и архивът на Парма съхранява колекция, посветена на Джо Понти, състояща се от 16 512 скици и рисунки, 73 модела и макета. Архивът на Понти е дарен от наследниците му (Анна Джована Понти, Летиция Понти, Салваторе Личитра, Матео Личитра, Джулио Понти) през 1982 г. Този фонд, чийто дизайнерски материал документира произведенията, създадени от миланския дизайнер от 20-те до 70-те години на XX век, е публичен и достъпен за справка.

## Стил
Джо Понти проектира много обекти в най-разнообразни области – от театрални декори, през лампи, столове, кухненски предмети, до интериора на лайнер. Първоначално в керамичното изкуство неговият дизайн отразява Виенския сецесион и твърди, че традиционната декорация и модерното изкуство не са несъвместими. Неговото повторно свързване и използване на ценностите от миналото намира поддръжници във фашисткия режим, склонен да защити „италианската идентичност“ и да възстанови идеалите на „романизма“, който е напълно изразен в архитектурата с опростения неокласицизъм на Марчело Пиачентини.
През 1950 г. Понти започва да се занимава с проектиране на „оборудвани стени", тоест на цели сглобяеми стени, които позволяват да се задоволят различни нужди, интегрирайки тела и оборудване, които дотогава са били независими в една система. Понти е известен и с проекта за стол „Суперледжера“ („Суперлек“) от 1955 г. (произведен от Касина), създаден от вече съществуващ обект и обикновено ръчно изработен: столът „Киавари“, подобрен като материали и изпълнение.
Понти реализира Школата по математика (едно от първите произведения на Италианския рационализъм) в Университетския град на Рим през 1934 г. и първата от офис сградите на компанията „Монтекатини“ в Милано през 1936 г. Последната, със силно лични характеристики, е повлияна в своите архитектурни детайли, с изискана елегантност от призванието на архитекта като дизайнер.
През 50-те години стилът на Понти става по-иновативен и въпреки че остава класически във втората офис сграда на Монтекатини (1951), той е напълно изразен в най-значимата му сграда: небостъргачът „Пирели“ на площад „Дука д'Аоста“ в Милано (1955 - 1958 г. ). Произведението е изградено около централна структура, проектирана от Пиер Луиджи Нерви (127,1 m). Сградата изглежда като тънък и хармоничен лист от кристал, който разрязва архитектурното пространство на небето, проектиран върху балансирана окачена фасада и чиито дълги страни се стесняват в почти две вертикални линии. Това произведение, също с характера си на „превъзходство“, с право принадлежи на Модернистичната архитектура в Италия.

## Творби

### Индустриален дизайн
- 1923-1929 Порцелан за „Ричард Джинори“
- 1927 Предмети от калай и сребро за Кристофъл
- 1930 Големи кристални парчета за Фонтана
- 1930 Голяма алуминиева маса, представена на 4-тото триенале в Монца
- 1930 Дизайни за щамповани тъкани за „Де Анджели-Фруа“, Милано
- 1930 Тъкани за Виторио Ферари
- 1930 Прибори за хранене и други предмети за италианската Круп
- 1931 г. Лампи за Фонтана, Милано
- 1931 г. Три библиотеки за пълното издание на произведенията на Габриеле Д'Анунцио
- 1931 Обзавеждане за Тури, Варедо
- 1934 Обзавеждане „Брустио“, Милано
- 1935 Обзавеждане „Челина“, Милано
- 1936 Обзавеждане „Пиколи“, Милано
- 1936 Обзавеждане „Поци“, Милано
- 1936 Часовници за „Бозели“, Милано
- 1936 Стол a volute, представен на 6-то триенале в Милано, произведен от Каза е Джардино, след това (1946) от Касина и 1969 от Монтина
- 1936 Мебели за дома и градината, Милано
- 1938 Тъкани за Виторио Ферари, Милано
- 1938 Фотьойли за дома и градината
- 1938 Стоманена въртяща се седалка за Кардекс
- 1947 Интериор на влака „Сетебело“
- 1948 Сътрудничи с Алберто Росели и Антонио Форнароли за създаването на Корнута – първата машина за еспресо с хоризонтален бойлер, произведена от Павони
- 1949 Сътрудничи с механичните работилници на Виза във Вогера и създава шевната машина „Визета“
- 1952 Сътрудничи с AVE, създавайки електрически ключове
- 1955 Прибори за Артър Круп
- 1957 Стол „Суперледжера“ за Касина
- 1963 Скутер „Брио“ за Дукати
- 1971 Фотьойл с малка седалка за „Валтер Понти“

- Снимки на Паоло Монти (Фонд Паоло Монти (BEIC))
- Десертен сервиз
- Прибори, ок. 1955-1958 г.
- Прибори, 1955-1960 г.
- Керамичен санитарен фаянс заИдеален стандарт, ок. 1954 г.

### Архитектура и интериор
- 1923 Фабрика „Доча“, Сесто Фиорентино
- 1923 Фабрика „Сан Кристофоро“, Милано
- 1925 Къща на улица „Рандачо“ 9, Милано
- 1926 Вила Bouilhet в Гарш, Париж
- 1927 Вестибюл в Le salette в Ринашенте – Домус Нова, Милано
- 1927 Павилион на графичната и книжната индустрия на търговския панаир, Милано
- 1927 Мебели за студио „Офичина“, Милано
- 1927 Мебели за Ринашенте-Домус Нова, Милано
- 1927 Мебели за „Лабиринто“, Милано
- 1927 Интериори на Дом „Семенца“, Леванто
- 1927 Военен мемориал на пл. „Сант Амброджо“ и пл. „Кадути миланези пер ла Патрия“, Милано
- 1927 Дом „Борлети“ на ул. „Сан Виторе“ 40, Милано
- 1928 Ресторант „Пена д'Ока“, Милано
- 1928 Щанд на  Ричард Джинори, Търговски панаир, Милано
- 1928 Аранжиране на ротондата на Италианския павилион на 16-то биенале на Венеция
- 1928 Проекти за бродерия върху коприна за школата в Чернобио
- 1928 Обзавеждане „Вимеркати“ на ул. „Доменикино“, Милано
- 1928 Къща на ул. „Доменикино“, Милано
- 1928 Обзавеждане „Скейола“ на ул. „Пизакане“, Милано
- 1928 Фризьорски салон „Млаголи„“на пл. „Вирджилио“, Милано
- 1930 г. Параклис „Борлети“ в Монументалното гробище, Милано
- 1930 Обзавеждане за луксозна кабина на трансатлантически кораб, на 4-тото Триенале на Монца
- 1930 Ваканционен дом, на 4-тото Триенале на Монца
- 1931 Тавани и тапети на апартаментите на Умберто II, Кралски замък в Ракониджи
- 1931 Обзавеждане „Контини-Бонакоси“, Флоренция
- 1931 Централен офис на Банка „Унионе“ (по-късно Баркли Кастелини) на ул. „Санта Мария Сегрета“, Милано, с Емилио Ланча
- Традиционни къщи от 1931 г.: Домус „Юлия“, Домус „Карола“ и Домус „Фауста“ на ул. „Де Тоньи“ 21/23/25, Милано, с Емилио Ланча
- 1931 Стъклени мебели за магазин Dahò, Милано
- 1932 Фабрика „Италчима“, на ъгъла на улиците „Креспи“ и „Линьоне“, Милано
- 1932 Обзавеждане за „Ида Поци“, ул. „Де Тоньи“, Милано
- 1932 Мебел от корен за Пълните съчинения на Габриеле д'Анунцио
- 1933 Традиционни къщи: Домус „Аурелия“, Домус „Онория“, Домус „Флавия“, Домус „Серена“, ул. „Летиция“, Милано
- 1933 Традиционни къщи: Домус „Ливия“, ул. „Караваджо“, Милано
- 1933 Дом „Разини“, на ъгъла на бул. „Венеция“ и Бастионите на Порта Венеция, Милано
- 1933 Кула „Литория“ в парк „Семпионе“, бул. „Луиджи Камоенс“ 2, Милано
- 1933 Спалня за 5-тото Триенале на Милано
- 1933 Домус „Ликтория“: конкурс за Сграда „Литорио“, ул. „Имперо“, Рим
- 1934 Традиционни къщиː Домус „Аделе“ на ул. „Кони Дзиня“ 40 и Домус „Флавия“ на ул. „Чиконяра“ 11, Милано
- 1934 Факултет по математика, Университетски град, Рим
- 1934 Инсталиране на „Залата на по-лекото от въздуха“ на Изложението за аеронавтика в Художествената палата, Милано
- 1934 Вила „Сиебанек“, ул. „Hajech“, Милано
- 1934 Офис сгради „Легода“, ул. „Карло Тенка“, Милано - от 17.06.1955 г. участъкът от улицата е преименуван; сегашното име е чрез „Роберто Лепетит“
- 1934 Дом „Мармонт“, ул. „Густаво Модена“ 36, Милано
- 1935 Вили „Де Бертоломейс ин Брато - Кастионе дела Презолана“, Вал Сериана, Бергамо
- 1935 Дом „Лапорте“, ул. „Бенедето Брин“ 10, Милано
- 1935 Хотел във Вал Мартело, Парадизо дел Чеведале, Мерано
- 1935-1938 Първа сграда на „Монтекатини“, на ъгъла на улиците „Турати“ и „Москова“, Милано
- 1936 Обзавеждане за офисите на Ферания, Рим
- 1936 Интериор на Италианския културен институт, Палат „Фюстенберг“, Виена
- 1936 Традиционни къщи: Домус „Алба“, ул. „Карло Голдони“ 63, Милано
- 1936 Всемирна изложба на католическата преса, Ватикан
- 1936 Демонстрационен дом на 6-то Триенале на Милано
- 1936 Аула Маня, базилика и ректорат, Палацо дел Бо, Падуански университет
- 1937 Дръжка E42 за„ Оливари“, Изложение в Рим през 1942 г.
- 1937 „Ливано“, Факултет по  филология на Падуанския университет, пл. „Капитаниато“, Падуа
- 1938 Обзавеждане „Ванцети“, Милано
- 1938 Обзавеждане „Борлети“, ул. „Анунчата“ 5/7, Милано
- 1938 Изложба на победата, Падуа
- 1938 Вила „Маркезано“, Бордигера
- 1938 Вила „Татару“, Клуж (Румъния)
- 1939 Обзавеждане за офиси за „Ветрококе“, Милано
- 1939 Сгради, пл. „Сан Бабила“, Милано
- 1939 Сграда „Ферания“ (по-късно Фиат, сега дом на магазина на „Абъркормби и Фич“), на ъгъла на бул. „Матеоти“ и ул. „Сан Пиетро ал Орто“, Милано
- 1939 Сграда EIAR (днес Палата на RAI), бул. „Семпионе“ 27, Милано
- 1939 Сценография и костюми за балета La Vispa Teresa от Еторе Дзапароли, Сан Ремо
- 1940 Дръжки за „Саси“, Милано
- 1940 Панели с емайли върху мед, създадени от Паоло Де Поли
- 1941 Прибори за хранене за Италианската Круп, Милано
- 1941 Мебели с емайли, направени от Паоло Де Поли, Падуа
- 1940 Hotel du Cap, проект за ваканционна къща за Еден Рок, Кап д'Антиб (Франция)
- 1940 Сценография и костюми за „Пулчинела“ на Игор Стравински в Театро дел Арте, Милано
- 1940 Вила „Донегани“, Мадона дела Руота“ 18012, Бордигера
- 1940 Клиника „Колумбус“ за сестрите мисионерки на Светото сърце, ул. „Буанароти“ 48, Милано
- 1940 Сграда „Салватели“, ул. „Елеонора Дузе“ 53, Рим
- 1943 Обзавеждане на магазините за сребърни изделия на Круп, Милано
- 1943 Вила „Мармонт Ла Кантанара“, Лоди
- 1944 Сграда „Гардзанти“, ул. „Спига“ 30, Милано, заедно с Джиджи Го
- 1944 Сценография и костюми за балета на Пиколи Festa Romantica в Театър „Ла Скала“, Милано
- 1947 Реконструкция на Палат замък „Валиняни Маши“ в Милянико, с Франческо Бонфанти
- 1947–1951 Втора сграда на „Монтекатини“, ул. „Турати-Ларго Донегани“, Милано
- 1950 Вила „Мацарела“, Неапол
- 1950 Квартал „Арар“, разположен между кварталите „Куарто Канино“ и „Сан Сиро“, близо до стадион „Сан Сиро“, Милано, с Джиджи Го
- 1950 ВЕЦ „Едизон“, Чедеголо
- 1952 Вила „Арата“, Неапол
- 1952–1956 Електроцентрали на Едизон, Санта Джустина, Киавена, Камподолчино, Чимего, Лири, Винадио, Пантано д'Авио, Стура Демонте
- 1952–1958 Италиански културен институт (Фондация „Леричи“), Стокхолм, Швеция
- 1953-1957 г. Комплекс, включващ Хотел della Città et de la Ville и Центъра за обучение на Фондация „Ливио и Мария Гарцанти“, бул. „Република“, Форли
- 1953-1957 Вила „Планшарт“, Каракас, Венецуела
- 1953 г. Обзавеждане и интериор на Хотел „Роял“, Неапол
- 1954 Дръжка острие за „Оливари“ за небостъргача „Пирели“, Милано
- 1955 Интериор на машинното отделение на ВЕЦ „Порто дела Торе“, Сома Ломбардо
- 1956 Дръжка конус за „Оливари“ за Вила „Планшар“, Каракас
- 1956-1960 Сграда на централата на Adriatic Sicurtà Meeting (RAS), Милано, с Антонио Форнароли, Пиеро Порталупи и Алберто Росели
- 1956–1961 Небостъргач на Пирели, ул. „Фабио Филци“ 22, Милано
- 1955-1960 Църква „Свети евангелист Лука“, ул. „Андреа Мария Ампер“ 75, Милано
- 1957 Жилищна къща, ул. „Плинио“ 52, Милано, с Антонио Форнароли и Алберто Росели
- 1958 г. Манастир на босите кармелити, ул. „Падре Семерия“ 191, Санремо
- 1960 Жилищна къща, ул. „Брондзино“ 5, Милано, с Антонио Форнароли и Алберто Росели
- 1960 Кметството на Чезенатико
- 1961 Сграда „Трифольо“, Факултет по инженерство, Миланска политехника, ул. „Едоардо Бонарди“ 3
- 1961 Жилищна къща, ул. „Спреафико“ 3, Монца
- 1962 г. Седалището на RAS (сега Алианц), на ъгъла на бул. „Италия“ и ул. „Санта София“, Милано
- 1962 Хотел „Парко дей Принчипи“, Соренто
- 1964 Хотел „Парко дей Принчипи“, Рим
- 1964 Църква „Свети Франциск от Асизи при Фопонимо“, ул. „Паоло Джовио“ 41, Милано
- 1968–1971 Сграда „Монтедория“, бул. „Андреа Дория“, на ъгъла с ул. „Маки“ и „Перголези“, Милано
- 1970 Катедрала „Гран Мадре ди Дио“, ул. „Монсиньоре Бландамура“ 7, Таранто
- 1970-1971 Музей на изкуствата в Денвър, Денвър (САЩ).

- Снимки на Паоло Монти (Фонд „Паоло Монти“,BEIC)
- Район Харар, Милано (1950)
- Автор на Срещата за сигурност на Адриатическо море (RAS), Милано (1956-1960)